# Rolf Hoppe
Rolf Hoppe (6. prosince 1930 Ellrich – 14. listopadu 2018 Drážďany) byl německý herec. Nejvíce se proslavil ve filmu Mefisto a v Česku také rolí krále v pohádce Tři oříšky pro Popelku.

## Život
Narodil se v Ellrichu. Jeho otec byl pekař. V letech 1945–1948 pracoval jako kočí. Poté studoval herectví v Erfurtu. Po té získal angažma v divadle v Lipsku. Později přešel do Drážďan a následně do Berlína. Ve filmu si zahrál i v zahraničních filmech. Jeho nejvýznamnější role je postava maršála (podle Hermanna Göringa) ve filmu Mefisto, který získal v roce 1982 Oscara za nejlepší cizojazyčný film.
Byl ženatý a měl dvě dcery. Jeho mladší dcera Christine Hoppe je také herečka.